# 贝尼茨
贝尼茨是德国梅克伦堡-前波莫瑞州的一个市镇。总面积9.71平方公里，总人口354人，其中男性187人，女性167人（2011年12月31日），人口密度36人/平方公里。